# 古城街道 (襄阳市)
古城街道是中华人民共和国湖北省襄阳市襄城区下辖的一个街道办事处。
2013年，襄阳市人民政府批复同意撤销昭明街道办事处和王府街道办事处，新组建古城街道办事处和真武山街道办事处。古城街道办事处驻地为原昭明街道办事处，共辖15个社区。由原昭明街道办事处、王府街道办事处在襄阳古城内的社区居委会组成，分别为杨家花园、马王庙、卉木林、昭明台、新街、中山巷、荆州街、大北门、民主路、冯家巷、红花园、西街、王府口、仲宣楼、绿影壁。户籍人口77921人，版图面积3.59平方公里。

## 行政区划
古城街道下辖以下村级行政区划单位：
红花园社区、民主路社区、西街社区、仲宣楼社区、绿影壁社区、王府口社区、冯家巷社区、中山巷社区、荆州街社区、新街社区、大北门社区、杨家花园社区、卉木林巷社区、马王庙社区和昭明台社区。